# Mošnov
Mošnov är en ort i Tjeckien. Den ligger i den östra delen av landet, 270 km öster om huvudstaden Prag. Mošnov ligger 247 meter över havet och antalet invånare är 675.
Terrängen runt Mošnov är platt. Runt Mošnov är det tätbefolkat, med 308 invånare per kvadratkilometer. Närmaste större samhälle är Ostrava, 19,4 km nordost om Mošnov. Trakten runt Mošnov består till största delen av jordbruksmark.